# شیفاک تاج‌دار
 شیفاک تاج‌دار (نام علمی: Propithecus coronatus) نام یک گونه از سرده شیفاک است.